# Antonio Olmo
Antonio Olmo Ramírez (Sabadell, 18 gennaio 1954) è un allenatore di calcio ed ex calciatore spagnolo.

## Carriera

### Giocatore

#### Club
Dopo essere cresciuto nelle giovanili di Sabadell e Barcellona, viene mandato, nella stagione 1972-1973, in prestito al Calella. Il passaggio successivo lo vede approdare alla squadra riserve del Barcellona, con cui milita per tre campionati.
A partire dal 1976 entra a far parte della prima squadra, con cui esordisce nella Primera División spagnola, diventandone un elemento importante, come testimoniano le oltre 200 partite con i blaugrana.

#### Nazionale
Ha totalizzato 13 presenze con la nazionale di calcio spagnola, esordendo nella partita Irlanda-Spagna (0-1) dell'8 febbraio 1977. Con le Furie Rosse ha anche preso parte sia al Campionato mondiale di calcio 1978 che al Campionato europeo di calcio 1980.

### Allenatore
Dopo aver appeso le scarpe al chiodo intraprende la carriera di allenatore, sedendosi sulla panchina del Sabadell, finora sua unica esperienza.

## Statistiche

### Cronologia presenze e reti in nazionale
| Cronologia completa delle presenze e delle reti in nazionale ― Spagna | Cronologia completa delle presenze e delle reti in nazionale ― Spagna | Cronologia completa delle presenze e delle reti in nazionale ― Spagna | Cronologia completa delle presenze e delle reti in nazionale ― Spagna | Cronologia completa delle presenze e delle reti in nazionale ― Spagna | Cronologia completa delle presenze e delle reti in nazionale ― Spagna | Cronologia completa delle presenze e delle reti in nazionale ― Spagna | Cronologia completa delle presenze e delle reti in nazionale ― Spagna |
| Data                                                                  | Città                                                                 | In casa                                                               | Risultato                                                             | Ospiti                                                                | Competizione                                                          | Reti                                                                  | Note                                                                  |
| --------------------------------------------------------------------- | --------------------------------------------------------------------- | --------------------------------------------------------------------- | --------------------------------------------------------------------- | --------------------------------------------------------------------- | --------------------------------------------------------------------- | --------------------------------------------------------------------- | --------------------------------------------------------------------- |
| 9-2-1977                                                              | Dublino                                                               | Irlanda                                                               | 0 – 1                                                                 | Spagna                                                                | Amichevole                                                            | -                                                                     | 46’                                                                   |
| 30-11-1977                                                            | Belgrado                                                              | Jugoslavia                                                            | 0 – 1                                                                 | Spagna                                                                | Qual. Mondiali 1978                                                   | -                                                                     | 13’                                                                   |
| 25-1-1978                                                             | Madrid                                                                | Spagna                                                                | 2 – 1                                                                 | Italia                                                                | Amichevole                                                            | -                                                                     | 46’                                                                   |
| 24-5-1978                                                             | Montevideo                                                            | Uruguay                                                               | 0 – 0                                                                 | Spagna                                                                | Amichevole                                                            | -                                                                     |                                                                       |
| 7-6-1978                                                              | Mar del Plata                                                         | Brasile                                                               | 0 – 0                                                                 | Spagna                                                                | Mondiali 1978 - 1º turno                                              | -                                                                     |                                                                       |
| 11-6-1978                                                             | Madrid                                                                | Spagna                                                                | 1 – 0                                                                 | Svezia                                                                | Mondiali 1978 - 1º turno                                              | -                                                                     | 46’                                                                   |
| 4-10-1978                                                             | Zagabria                                                              | Jugoslavia                                                            | 1 – 2                                                                 | Spagna                                                                | Qual. Euro 1980                                                       | -                                                                     | 34’                                                                   |
| 8-11-1978                                                             | Parigi                                                                | Francia                                                               | 1 – 0                                                                 | Spagna                                                                | Amichevole                                                            | -                                                                     |                                                                       |
| 9-12-1979                                                             | Limassol                                                              | Cipro                                                                 | 1 – 3                                                                 | Spagna                                                                | Qual. Euro 1980                                                       | -                                                                     |                                                                       |
| 23-1-1980                                                             | Vigo                                                                  | Spagna                                                                | 1 – 0                                                                 | Paesi Bassi                                                           | Amichevole                                                            | -                                                                     |                                                                       |
| 13-2-1980                                                             | Malaga                                                                | Spagna                                                                | 0 – 1                                                                 | Germania Est                                                          | Amichevole                                                            | -                                                                     |                                                                       |
| 26-3-1980                                                             | Barcellona                                                            | Spagna                                                                | 0 – 2                                                                 | Inghilterra                                                           | Amichevole                                                            | -                                                                     | 65’                                                                   |
| 18-6-1980                                                             | Napoli                                                                | Spagna                                                                | 1 – 2                                                                 | Inghilterra                                                           | Euro 1980 - 1º turno                                                  | -                                                                     |                                                                       |
| Totale                                                                |                                                                       | Presenze                                                              | 13                                                                    |                                                                       | Reti                                                                  | 0                                                                     |                                                                       |

## Palmarès

### Giocatore

#### Competizioni nazionali
- Coppa di Spagna: 1

Barcellona: 1978, 1981, 1983
- Supercoppa di Spagna: 1

Barcellona: 1983
- Copa de la Liga: 1

Barcellona: 1983

#### Competizioni internazionali
- Coppa delle Coppe: 2

Barcellona: 1978-1979, 1981-1982